# Campionati del mondo di atletica leggera indoor 1995 - Salto in lungo femminile
La gara di salto in lungo femminile si è tenuta l'11 e il 12 marzo 1995 presso lo stadio Palau Sant Jordi di Barcellona.

## Il caso Tiedtke
L'olimpica Susen Tiedtke (Germania) vinse originariamente la medaglia di bronzo, ma successivamente il 10 aprile 1995 fu squalificata per quattro anni, dopo essere risultata positiva al controllo anti-doping per la presenza di tracce del contestato steroide anabolizzante 4-Chlorodehydromethyltestosterone (più spesso chiamato con il marchio commerciale Oral-Turinabol o in gergo T-Bol). Nell'ex Repubblica Democratica Tedesca, il "doping di Stato" di lungo corso
– denunciato dalla stampa – venne organizzato, finanziato e sostenuto dalla massima agenzia governativa, praticato all'insaputa degli atleti-vittime fin dalla loro adolescenza. Il nome in codice della "ricerca segreta" per nuove sostanze dopanti fu il cosiddetto piano « Staatsplanthema 14.25 » (Piano di Stato 14.25). 
Più tardi, tuttavia, venne accolto il ricorso dell'atleta tedesca Tiedtke: il CIO le dimezzò la squalifica a due anni. 
La Classifica finale della gara del salto in lungo non subì in sostanza alcuna modifica, come accadde invece tra le donne nei 1500 metri piani e nel getto del peso degli stessi Mondiali di Barcellona '95.

## Risultati
Le atlete che superano la misura di 6,50 m (Q) o si trovano nelle prime 12 posizioni in classifica (q) vanno in finale.

### Qualificazioni
Sabato 11 marzo 1995, ore 10:50.

#### Gruppo A
| Pos, | Nome               | Nazionalità | 1ª prova | 2ª prova | 3ª prova | Misura | Note             |
| ---- | ------------------ | ----------- | -------- | -------- | -------- | ------ | ---------------- |
| 1    | Nicole Boegman     | Australia   | 6,59 m   |          |          | 6,59 m | Q                |
| 2    | Tünde Vaszi        | Ungheria    | 6,26 m   | x        | x        | 6,26 m | q                |
| 3    | Yelena Pershina    | Kazakistan  | 6,26 m   | x        | x        | 6,26 m | q                |
| 4    | Shana Williams     | Stati Uniti | x        | 6,20 m   | 6,24 m   | 6,24 m |                  |
| 5    | Virge Naeris       | Estonia     | 6,17 m   | –        | –        | 6,17 m |                  |
| 6    | Elma Muros         | Filippine   | 6,11 m   | 6,07 m   | 6,10 m   | 6,11 m | Record nazionale |
| 7    | Valentīna Gotovska | Lettonia    | 6,06 m   | x        | 6,05 m   | 6,06 m |                  |
| 8    | Vladka Lopatič     | Slovenia    | x        | x        | 5,99 m   | 5,99 m |                  |
| 9    | Ksenija Predikaka  | Slovenia    | x        | 5,97 m   | x        | 5,97 m |                  |
| 10   | Beryl Laramé       | Seychelles  | 5,38 m   | 5,46 m   | x        | 5,46 m |                  |
| -    | Heli Koivula       | Finlandia   |          |          |          | dns    |                  |

#### Gruppo B
| Pos, | Nome             | Nazionalità | 1ª prova | 2ª prova | 3ª prova | Misura | Note |
| ---- | ---------------- | ----------- | -------- | -------- | -------- | ------ | ---- |
| 1    | Lyudmila Galkina | Russia      | 6,08 m   | 6,73 m   |          | 6,73 m | Q    |
| 2    | Susen Tiedtke    | Germania    | 6,45 m   | 6,57 m   |          | 6,57 m | Q    |
| 3    | Niki Xanthou     | Grecia      | 6,54 m   |          |          | 6,54 m | Q    |
| 4    | Irina Mushailova | Russia      | 6,52 m   |          |          | 6,52 m | Q    |
| 4    | Renata Nielsen   | Danimarca   | 6,52 m   |          |          | 6,52 m | Q    |
| 6    | Marieta Ilcu     | Romania     | 6,30 m   | 6,47 m   |          | 6,47 m | q    |
| 7    | Weili Yao        | Cina        | 6,46 m   | –        | –        | 6,46 m | q    |
| 8    | Voula Patoulidou | Grecia      | 6,09 m   | 6,31 m   | 6,45 m   | 6,45 m | q    |
| 9    | Daphne Saunders  | Bahamas     | 6,15 m   | 6,38 m   | 6,44 m   | 6,44 m | q    |
| 10   | Claudia Gerhardt | Germania    | 6,39 m   | 6,42 m   | 6,42 m   | 6,42 m | q    |
| 11   | Jacqui Brown     | Stati Uniti | 5,91 m   | 6,05 m   | 6,22 m   | 6,22 m |      |

### Finale
| Record mondiale       | Heike Drechsler  | 7,37 m | Vienna       | 13 febbraio 1988 |
| Record dei Campionati | Heike Drechsler  | 7,10 m | Indianapolis | 7 marzo 1987     |
| Capolista stagionale  | Lyudmila Galkina | 6,92 m | Stoccarda    | 5 febbraio 1995  |

Domenica 12 marzo 1995, ore 19:00.
| Pos     | Atleta           | Nazionalità | 1ª prova | 2ª prova | 3ª prova | 4ª prova | 5ª prova | 6ª prova | Risultato |
| ------- | ---------------- | ----------- | -------- | -------- | -------- | -------- | -------- | -------- | --------- |
| Oro     | Lyudmila Galkina | Russia      | 6,70 m   | 6,95 m   | 6,38 m   | x        | x        | x        | 6,95 m    |
| Argento | Irina Mushailova | Russia      | 6,90 m   | x        | 6,80 m   | x        | 6,73 m   | x        | 6,90 m    |
| Bronzo  | Susen Tiedtke    | Germania    | 6,73 m   | 6,90 m   | x        | 6,77 m   | x        | x        | 6,90 m    |
| 4       | Nicole Boegman   | Australia   | x        | x        | 6,64 m   | 6,81 m   | 6,68 m   | 6,65 m   | 6,81 m    |
| 5       | Renata Nielsen   | Danimarca   | 6,66 m   | 6,15 m   | 6,59 m   | 6,77 m   | x        | x        | 6,77 m    |
| 6       | Claudia Gerhardt | Germania    | 6,49 m   | 6,53 m   | 6,41 m   | 6,56 m   | x        | 6,65 m   | 6,65 m    |
| 7       | Weili Yao        | Cina        | 6,57 m   | x        | x        | x        | 6,39 m   | x        | 6,57 m    |
| 8       | Marieta Ilcu     | Romania     | 6,52 m   | 6,38 m   | x        | x        | 6,39 m   | x        | 6,52 m    |
| 9       | Niki Xanthou     | Grecia      | x        | 6,51 m   | x        |          |          |          | 6,51 m    |
| 10      | Voula Patoulidou | Grecia      | 6,44 m   | x        | 6,26 m   |          |          |          | 6,44 m    |
| 11      | Yelena Pershina  | Kazakistan  | x        | 6,31 m   | x        |          |          |          | 6,31 m    |
| 12      | Tünde Vaszi      | Ungheria    | x        | x        | 5,74 m   |          |          |          | 5,74 m    |
| 13      | Daphne Saunders  | Bahamas     | 4,09 m   | 5,65 m   | x        |          |          |          | 5,65 m    |

### Classifica
Domenica 12 marzo 1995
| Pos.    | Atleta           | Età | Nazione    | Misura | Note                                     |
| ------- | ---------------- | --- | ---------- | ------ | ---------------------------------------- |
| Oro     | Lyudmila Galkina | 23  | Russia     | 6,95 m | Miglior prestazione personale            |
| Argento | Irina Mushailova | 28  | Russia     | 6,90 m | Miglior prestazione personale stagionale |
| Bronzo  | Susen Tiedtke    | 26  | Germania   | 6,90 m | Miglior prestazione personale            |
| 4       | Nicole Boegman   | 28  | Australia  | 6,81 m | Record oceaniano                         |
| 5       | Renata Nielsen   | 28  | Danimarca  | 6,77 m |                                          |
| 6       | Claudia Gerhardt | 29  | Germania   | 6,65 m | Miglior prestazione personale            |
| 7       | Weili Yao        | 26  | Cina       | 6,57 m |                                          |
| 8       | Marieta Ilcu     | 32  | Romania    | 6,52 m |                                          |
| 9       | Niki Xanthou     | 21  | Grecia     | 6,51 m |                                          |
| 10      | Voula Patoulidou | 29  | Grecia     | 6,44 m |                                          |
| 11      | Yelena Pershina  | 31  | Kazakistan | 6,31 m |                                          |
| 12      | Tünde Vaszi      | 22  | Ungheria   | 5,74 m |                                          |
| 12      | Daphne Saunders  | 23  | Bahamas    | 5,65 m |                                          |